# Brandt Mle CM60A1

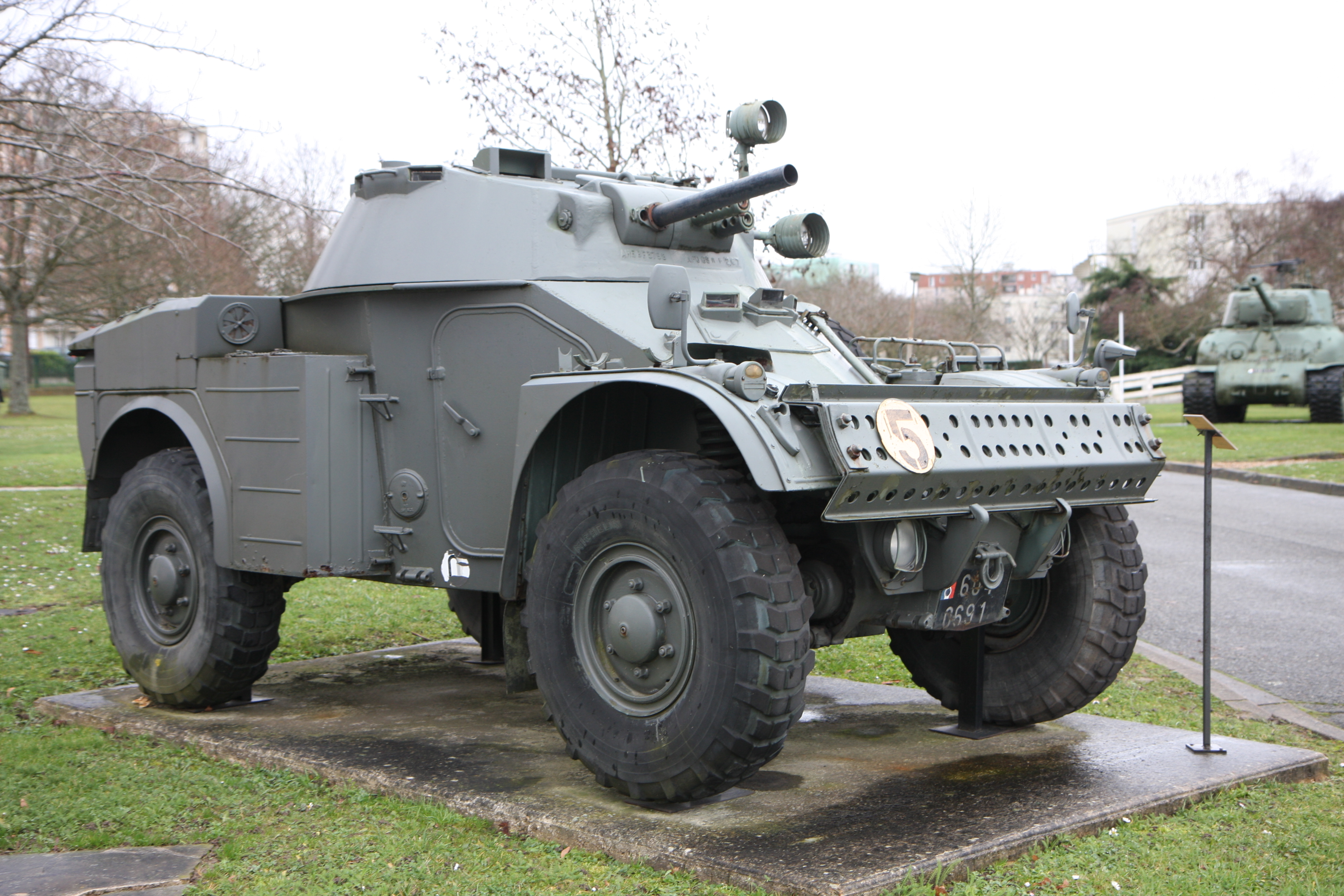
Vue large du mortier automoteur

Le Hotchkiss-Brandt Mle CM60A1 est un mortier de 60 mm. Contrairement aux mortiers d'infanterie, il n'a pas été conçu pour être monté sur un bipied et une plaque de base, mais plutôt dans les tourelles de blindés, les transformant ainsi en mortier automoteur. Le CM60A1 pouvait tirer à un très faible angle d'élévation et ainsi jouer également un rôle d'appui feu en tir direct. Son système de recul hydraulique lui permettait d'être monté dans des automitrailleuses telles que la Panhard AML-60 ou des blindés de transport de personnel comme le Panhard M3.

## Développement
Le mortier Brandt Mle CM60A1 fut développé à la suite de l'expérience française de contre-insurrection pendant la guerre d'Algérie. La France avait d'abord favorisé le déploiement de blindés légers et rapides contre les Algériens du Front de libération nationale (FLN), comme le M8 Greyhound et le Panhard EBR. Cependant, ces véhicules avaient été conçus pour le combat conventionnel sur les champs de bataille européens et s'étaient révélés mal adaptés aux conditions de combat en Algérie, leur armement lourd antichar induisant un risque important de dommages collatéraux était d'une utilité limitée dans la lutte contre les attaques de la guérilla. L'armée française voulait un véhicule beaucoup plus léger, plus adapté, plus facile à maintenir et avait adopté initialement l’automitrailleuse Daimler Ferret à cette fin. Néanmoins, les Ferret ne pouvaient être armées que d'une mitrailleuse et étaient considérées comme inadéquates pour des actions offensives. Un certain nombre d'industriels français relevèrent le défi de concevoir un véhicule de dimensions similaires à la Ferret mais armé d'un mortier, considéré comme plus efficace qu'un canon lourd pour atteindre les forces dispersées et embusquées du FLN. Le résultat, la Panhard AML-60, entra en service en 1961. Les AML-60 étaient équipées de la tourelle HE-60-7 développée par la Compagnie Normande de Mécanique de Précision (CNMP), armée du mortier CM60A1 mortier couplé à deux mitrailleuses jumelées co-axiales. Cette tourelle pouvait stocker environ 43 projectiles de mortier. Le CM60A1 était unique en ce qu'il a été le premier mortier double emploi monté en tourelle et à chargement par la culasse à être produit en masse. Le montage en tourelle lui permettait un tir tous azimuts et contrairement aux mortiers d'infanterie à chargement par la bouche, il pouvait engager des objectifs d'opportunité à courte distance, inaccessibles au tir indirect.
Le CM60A1 avait un système hydraulique limitant le recul à 135 mm. Il pouvait tirer des munitions standards de mortier pour l'appui-feu indirect ou des munitions spécifiques pour le tir direct. Il pouvait toujours être chargé par la bouche depuis l'extérieur du véhicule, mais était unique par sa culasse verrouillée comme les pièces d'artillerie classiques. Le percuteur était automatiquement retiré lorsque la culasse était déverrouillée, réduisant la probabilité de tirs accidentels. Différentes variantes du CM60A1 furent produites avec des mécanismes de tir électriques ou mécaniques.
Le réglage de la hausse se faisait par les optiques de tourelle. En raison de l'absence de système moderne de contrôle de tir dans les tourelles HE-60-7, la distance de la cible devait être estimée par l'équipage du véhicule. Cette opération exigeait une série de calculs précis mais chronophages effectués par le commandant d'équipage pour déterminer l'angle de tir.
Le Brandt Mle CM60A1 connut un succès immédiat à l'exportation, l'Afrique du Sud ayant commandé 350 AML-60 en 1961, la moitié devant être assemblée localement avec l'assistance technique française. Une délégation militaire Sud-Africaine visita la France entre le 22 et le 28 novembre de cette année pour discuter de la fabrication des tourelles HE-60-7 et de leur l'armement sous licence. En 1965, l'Afrique du Sud avait acheté 450 CM60A1s pour assurer la production des automitrailleuses Eland-60 avec la licence pour le mortier et ses munitions, qui avait été accordée par la Direction technique des armements terrestres (DTAT). Les CM60A1s fabriqués en Afrique sous licence furent désignés K1.
Pendant les années 1960, les CM60A1s furent exportés avec l'AML-60 pour l'Algérie, le Burundi, le Cambodge, la Côte d'Ivoire, l'Iraq, l'Irlande, le Maroc, le Nigéria, le Portugal, le Rwanda, l'Arabie saoudite, le Sénégal, et l'Espagne. Certains gouvernements préférèrent l'achat du modèle léger AML-60, plutôt que d'AML-90 en raison de son coût attractif,.
Vers le milieu des années 1970, le CM60A1 fut remplacé par le mortier CS 60 à tube rayé. Le CS 60 utilisait des munitions plus compactes, ce qui permettait de stocker jusqu'à 56 projectiles de mortier dans la tourelle HE-60-7, au lieu de 43 pour le CM60A1. Néanmoins, les deux types de mortier continuèrent d'être commercialisés dans toute une gamme de tourelles pour le marché de l'exportation. À la fin des années 1970, la CM60A1 fut monté avec succès sur une variante du Panhard M3 désigné M3 VTT 60B. Il fut également proposé pour l'exportation avec le Berliet VXB-170. L'Afrique du Sud monta plus tard ses mortiers K1 sur sa flotte de véhicules de combat d'infanterie Ratel, renommés pour l'occasion Ratel-60. Un mortier presque identique au CM60A1 fut produit par la FN Herstal pour les véhicules blindés FN 4RM/62F AB de la Gendarmerie belge.
Le CM60A1 fut le sujet d'une controverse dans l'armée irlandaise à la suite d'une série d'accidents et d'enrayages. Au point qu'avant 1980 les incidents impliquant ce type de mortier était devenus si communs que son utilisation fut interdite. Les mortiers furent retirés des AML-60 irlandaises peu de temps après et remplacés par une mitrailleuse lourde.
En 1980, plus de 1 600 CM60A1 mortiers avaient été produits. On developpa le mortier Brandt LR en allongeant le tube des CM60A1 et CS 60, pour en augmenter la portée.

## Histoire
Le mortier CM60A1 fut utilisé intensivement au combat, principalement avec les automitrailleuses AML-60 et Eland-60. Les forces françaises déployèrent les AML-60 armée de mortiers CM60A1 au cours de l'opération Tacaud au Tchad,. Les Eland-60 sud-africaines furent utilisées pour la contre-insurrection et engagèrent fréquemment les militants de l'Armée populaire de libération de la Namibie (PLAN) pendant la guerre de la frontière sud-africaine. Tout au long des guerres coloniales portugaises, les pelotons de reconnaissance portugais furent équipés d'AML-60, les utilisant principalement pour l'escorte de convoi. En 1975, le Zaïre fit don de certaines de ses AML-60 à l'Union nationale pour l'indépendance totale de l'Angola (UNITA), qui les engagea dans le cadre de la guerre civile angolaise, souvent conduites par des français ou des mercenaires portugais. Les AML-60 nigérianes furent engagées au combat pendant la guerre civile au Nigéria entre 1967 et 1970, l'une d'elles étant même saisie par les forces du Biafra. Des AML-60 servirent également dans l'Armée royale cambodgienne et l'Armée nationale khmer au cours de la guerre civile Cambodgienne entre 1967 et 1975.
Des AML-60 furent déployées dans le cadre de trois opérations de maintien de la paix des Nations unies à partir de 1964 : l'ONUSOM, la FINUL, et l'UNFICYP.

## Munitions
Deux modèles différents de munitions explosives furent généralement tirés par le CM60A1 : l'obus M35/47, initialement développé pour le Brandt Mle 1935 avec une portée de 1 600 mètres, et l'obus M61, de 2 000 mètres de portée. Des variantes fumigènes, de marquage ou d'exercice du M61, à mitraille et des M63 d'illumination furent également utilisées.
Le CM60A1 pouvait tirer tout type de munition utilisée par le mortier Brandt Mle 1935 et le mortier M2.
L'Afrique du Sud fabriqua sa propre gamme d'obus explosifs, à mitraille et d'illumination pour le K1, ainsi qu'un obus fumigène.
La France commença également à développer un obus antichar pour le CM60A1, mais il est difficile de savoir s'il est entré en production.

## Utilisateurs

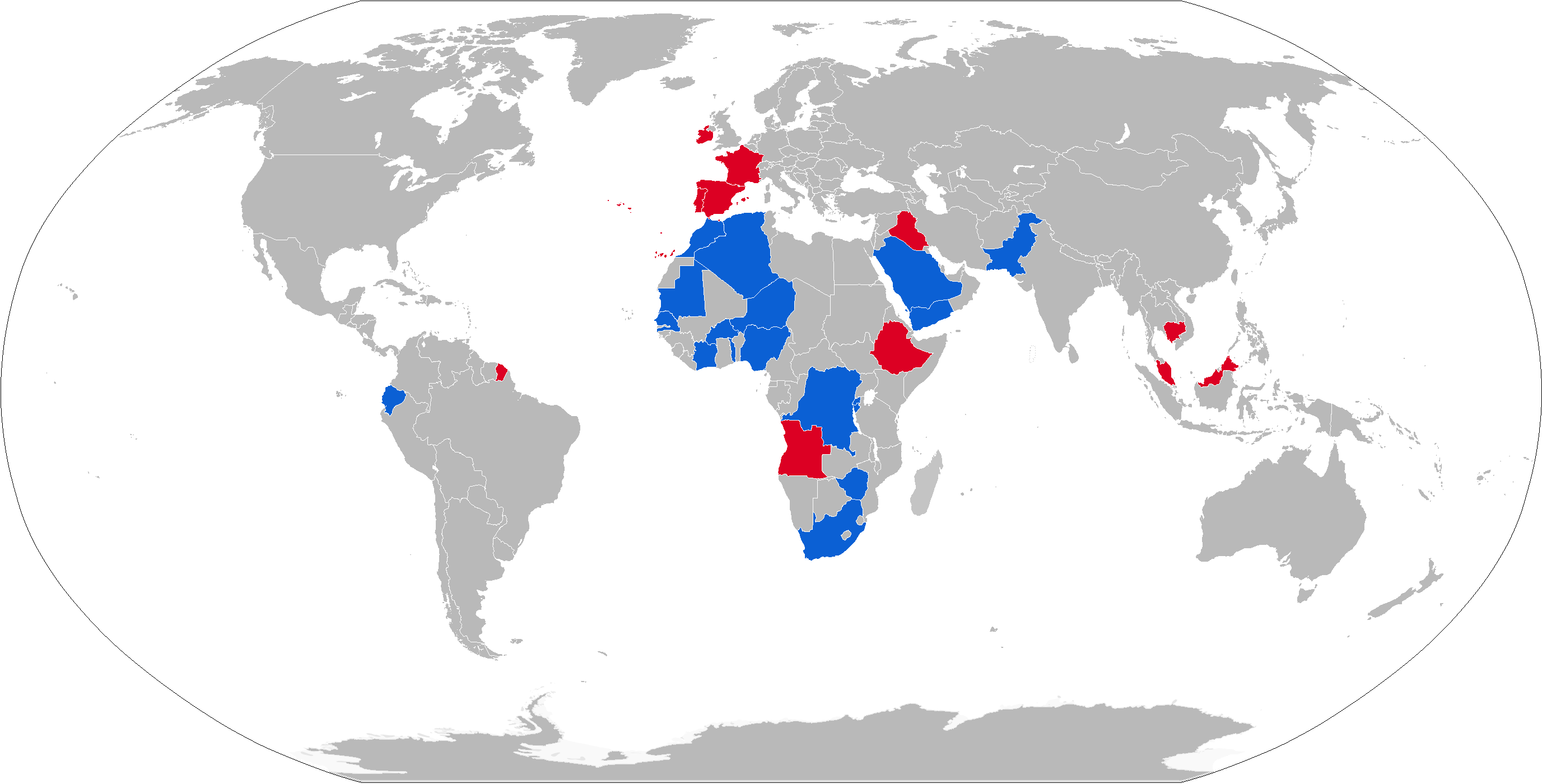
Carte avec les utilisateurs du Brandt CM60A1 en bleu et les anciens opérateurs en rouge

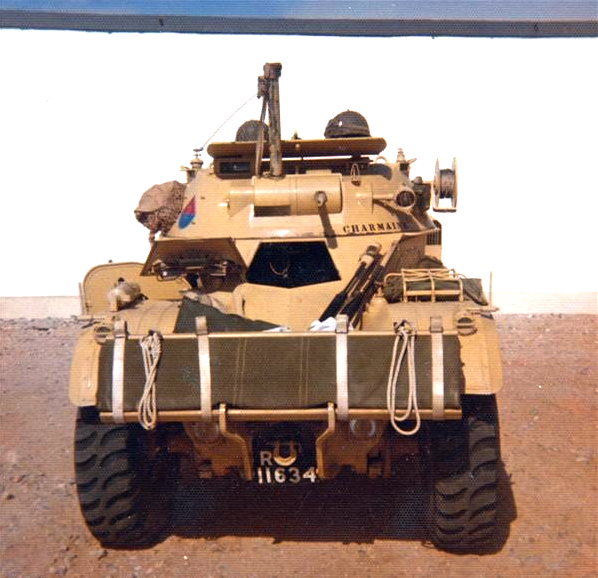
Automitrailleuse Derby-60 avec son mortier K1 à la hausse maximale.

Les mortiers CM60A1 furent largement exportés avec les automitrailleuses AML-60, Eland-60, et Ratel 60.
- Algérie
- Burkina Faso
- Burundi
- Côte d'Ivoire
- République démocratique du Congo[23]
- Équateur
- Mauritanie
- Maroc
- Niger
- Nigéria
- Pakistan[24]
- Rwanda
- Arabie Saoudite[25]
- Sénégal
- Afrique du Sud : Eland-60 retirée, Ratel-60 en service
- Togo
- Yémen
- Zimbabwe[26]

### Anciens utilisateurs
- Angola : quelques exemplaires obtenus du Portugal ; toutes retirées.
- Cambodge : retirées avant 2002.
- Éthiopie : retirées avant 2002.
- Irak
- Irlande : retirées dans les années 1980.
- France : retirées avant 2002.
- Malaisie
- Rhodésie [27]
- Espagne : retirées avant 2002.
- Zaïre [28]

| Véhicule           | Constructeur    | Pays         | Armement   | Utilisateurs |
| ------------------ | --------------- | ------------ | ---------- | --- |
| Berliet VXB        | Berliet         | France       | Mle CM60A1 | Aucun (prototype) |
| EE-11 Urutu        | Engesa          | Brazil       | Mle CM60A1 | Aucun (prototype) |
| Eland-60           | Sandock-Austral | South Africa | Denel K1   | Afrique du Sud, Côte d'Ivoire, Zimbabwe |
| Panhard AML-60     | Panhard         | France       | Mle CM60A1 | Algérie, Burundi, Cambodge, Côte d'Ivoire, Éthiopie, Irak, Irlande, Mauritanie, Niger, Nigeria, Portugal, Arabie Saoudite, Senégal, Espagne, Zaire, autres |
| Panhard M3 VTT 60B | Panhard         | France       | Mle CM60A1 | Aucun (prototype) |
| Ratel-60           | Sandock-Austral | South Africa | Denel K1   | Afrique du Sud, Rwanda |
| Rooikat            | Sandock-Austral | South Africa | Denel K1   | Aucun (prototype) |